# Scyllarus americanus
Scyllarus americanus е вид десетоного от семейство Scyllaridae. Видът не е застрашен от изчезване.

## Разпространение и местообитание
Разпространен е в Куба, Мексико и САЩ (Джорджия, Северна Каролина, Тексас, Флорида и Южна Каролина).
Обитава крайбрежията на заливи в райони с тропически климат. Среща се на дълбочина от 4 до 145,5 m, при температура на водата от 18 до 25,7 °C и соленост 35,5 – 36,3 ‰.

## Описание
Популацията на вида е стабилна.